# Annalisa Tardino
Annalisa Tardino (ur. 30 kwietnia 1979 w m. Licata) – włoska polityk i prawniczka, posłanka do Parlamentu Europejskiego IX kadencji.

## Życiorys
W 2003 ukończyła studia prawnicze na Uniwersytecie w Palermo. W 2006 uzyskała uprawnienia adwokata w ramach izby adwokackiej w Palermo. Podjęła praktykę w zawodzie, specjalizując się w prawie rodzinnym i prawie konsumenckim. W 2018 kandydowała na burmistrza rodzinnej miejscowości, wstąpiła następnie do Ligi Północnej. W wyborach w 2019 z listy tego ugrupowania uzyskała mandat deputowanej do Parlamentu Europejskiego IX kadencji.